# Kačja dolina
Kačja dolina je naslov pravljice, ki jo je po ljudskem pripovedovanju zapisal duhovnik in pisatelj Fran Saleški Finžgar. Pravljica Kačja dolina je izšla v knjigi z naslovom Makalonca  leta 1944, ponatis te knjige pa je izšel  pri založbi Mohorjeva družba,v Celju leta 1988. Knjigo Makalonca je ilustriral Jože Plečnik.

## Povzetek vsebine
Pravljica Kačja dolina govori o poštenem bratu Bonifacu in pohlepnem bratu Pankracu. Oče skoraj celotno premoženje zaupa starejšemu bratu Pankracu, medtem ko mlajši brat Bonifac podeduje zelo skromen del očetovega bogastva. Pankrac pa je hotel vedno več, zato se je želel znebiti svojega brata, in sicer tako, da ga je poslal naabirat listje v Kačjo dolino. Ta dolina pa je bila znana po tem, da je bilo v njej toliko kač, da jim nihče ni mogel uiti. Bonifac se je odpravil v kačjo dolino in pred vhodom zagledal pokojno babico, ki mu  je dejala naj gre domov po blagoslovljeno šibo, saj bo le tako pregnal kače. Bonifac je res storil tako, kot mu je velela babica. Ko ga je brat ponovno zagledal, je bil zelo razočaran, ker se je brat vrnil domov. Pod listjem pa je Pankrac našel polno zlatnikov, zato se je odločil, da tudi on pojde v Kačjo dolino. Domače je začelo skrbeti kje se Pankrac potika, zato je župan ukazal naj ga poiščejo. Našli so ga mrtvega v Kačji dolini.
Teden po Pankracovi smrti je v vas prišel popotni romar, ki je dejal, da lahko prežene vse kače, vendar samo če nihče še nikoli ni videl bele kače s krono na glavi. Vaščani so povpraševali o beli kači, vendar je tudi najstarejši ljudje niso še nikoli videli, ne slišali o njej. Romar je vaščanom  dejal, naj pripravijo tri grmade, romar pa je zlezel na hrast in piskal s piščalko. Prilezli so tri skupine kač in vse so zgorele. 

## Analiza pripovedke
Pripovedovalec:
- tretjeosebni ali vsevedni

Književni prostor:
- vas na rodovitni ravnini pod gorami, Kačja dolina

Književni čas:
- ni natančno opredeljen (nekoč)

Književne osebe:
- glavne:
  - starejši brat Pankrac
  - mlajši brat Bonifacij
- stranske:
  - popotni romar
  - bela kača s krono na glavi
  - vaščani
  - pokojna babica
  - brat Servac
  - oče

Tematika:
- družinska - razmere in odnosi v družini (odnosi med starejšim bratom Pankracom in mlajšim bratom Bonifacom)
- socialna - razmerje med bogatim (brat Pankrac podeduje velik del očetove zapuščine) in revnim ( Bonifac podeduje le kot, živež in vsako prvo nedeljo v mesecu tolar priboljška)

Posamezne slogovne značilnosti:
- okrasni pridevki - bela kača, prepriden gospodar, bogatem posestvu, prečudno lepa dolina, strupene kače, blagoslovljena šiba, božja pot, sveti starčki, demanna krona,krepke šibe, popotni romar
- anonimnost - avtor je neimenovan
- pomanjševalnice - Bonifaček, šibico
- ponavljanje - stopi, stopi; ššš- ššš
- personifikacija - kača se mu mirno približa in izpregovori

Motivi:
- kača, krona, cekini, šiba, hlev, brat,kruh...

Pravljično ševilo tri:
- tri blagoslovljene šibe, trije bratje, tri grmade

Črno- bela tehnika:
- hudoben-dober; skromen-požrešen; pošten-nepošten

Tema:
- Slabo razmerje med bratoma , ki je posledica pohlepa starejšega brata(Starejši sin Pankrac, si želi, da bi njegov brat umrl)
- Plemenit Bonifacij je na koncu moralni zmagovalec(vaščani ga imajo radi, postane njihov župan), požrešen in skopušen Pankrac pa propade in postane poraženec

Simbolika barv:
- Bela barva (bela kača) je barva novega, čistega, prvotnega.  Kjer je belo, je vse nepopisano. Bela je obljuba, da je dovolj hrane, da se stvari začenjajo na novo, da bo praznina napolnjena. Prav tako je simbol dneva in luči, vedenja, znanja, videnja, polne in najvišje zavesti, veselja, sreče, radosti, življenja, božanstva.
- Črna barva (črna tema) je simbol žalosti,  nezavesti ali nezavednosti, zla, trpljenja,smti.

Sporočilo:
- Dobro vedno zmaga nad zlim
- Kakršen boš ti do drugih, taki bodo tudi drugi do tebe

## Interpretacija likov

### Glavni liki
- Starejši brat Pankrac je zelo ponosen in skopušen gospodar. Podeduje skoraj celotno posestvo, vendar kjub temu ni zadovoljen s tem kar ima. Je zelo sovražen do brata in mu želi celo smrti. Pankrac predstavlja sodobnega človeka, ki mu nikoli ni dovolj in si vedno želi več. Zemlja in denar mu predstavla največ in zaradi tega zanemarja druge vrednote. Zaradi želje po povečanju bogastva je na koncu poražen, saj fizično propade.

- Mlajši brat Bonifac je glavni literarni lik obravnavane pravljice. Je zelo delaven,skromen, prijazen, radodaren mladenič,ki je vedno pripravljen pomagati drugim. Kljub bratovi strogosti, ga spošuje,uboga in ga ima rad. Na koncu pravljice je Bonifac moralni zmagovalec, saj odreši deklico, ki je vkleta v kačo in s tem reši vaščane pred kačami in tako postane njihov župan. Pridobi si veliko spoštovanje.

### Stranski liki
- Bela kača z demantno krono na glavi je prelepa deklica, ki je bila ukleta v kraljico kač. Bonifac jo je rešil tega plekletstva. Z njegovo pomočjo je bila ponovno svobodna in je lahko odšla v večnost k staršem, bratom in sestram.

- Popotni romar skuša rešiti vaščane s tem, da želi pregnati kače, vendar mu to ne uspe, saj umre zaradi pika bele kače.

- Pokojna babica se v pravljici pojavi le enkrat, in sicer takrat , ko svetuje Bonifacu naj se odpravi domov po blagoslovljeno šibo.

## Motivno-tematska povezanost

### Motiv kače
- Sedem let pri beli kači
- Bela kača s kronico
- S kačo se je oženil
- Začarana kača
- Zakleti  grad